# Neoblattella poecilops
Neoblattella poecilops är en kackerlacksart som beskrevs av Morgan Hebard 1926. Neoblattella poecilops ingår i släktet Neoblattella och familjen småkackerlackor. Inga underarter finns listade i Catalogue of Life.